# 施塔費爾湖
施塔費爾湖（德語：Staffelsee），是德國的湖泊，位於該國東南部，由巴伐利亞負責管轄，處於加米施-帕滕基興縣，長4.6公里、寬3.8公里，面積7.7平方公里，海拔高度649米，平均水深9.8米，最大水深39.4米，水體容量7,488萬立方米，湖岸線長度19.3公里。